# Riccione
Riccione ist ein Urlaubsort in Italien mit 34.465 Einwohnern (Stand 31. Dezember 2023). Der Ort liegt an der Adria in der Provinz Rimini. 
Bis 1922 gehörte Riccione zur Stadt Rimini. Sehenswert in Riccione ist die Innenstadt und der 6 km lange Sandstrand an der Adriaküste. Eine weitere Attraktion von Riccione ist Aquafan, der größte Wasserpark Europas, mit einem Areal von etwa 100.000 m².

## Veranstaltungen
Vom 4. bis 15. September 2007 fanden in Riccione die XVII. Leichtathletik-Weltmeisterschaften der Senioren (Altersklassen 35 bis 95+) statt, an denen mehr als 9000 Sportbegeisterte aus über 90 Ländern teilnahmen.
Jeweils in der Woche nach Ostern findet in Riccione das mit weit über 1000 Teilnehmern größte Beachvolleyball-Camp Europas statt, das "Beachline Festival".
In Riccione finden seit 2009 internationale Jugend-Fußballturniere von KOMM MIT statt. An diesen Turnieren nehmen mehrere tausend Spieler aus verschiedenen Ländern Europas teil.

## Verkehr
Riccione ist durch die Oberleitungsbuslinie 11 mit der Nachbarstadt Rimini verbunden. Zudem besitzt der Ort einen Bahnhof der italienischen Staatsbahn Trenitalia.

## Söhne und Töchter der Stadt
- Paolo Conti (* 1950), Fußballspieler